# عبادالله عبداللهی
عبادالله عبداللهی (زاده ۱۳۳۹ نورآباد) سرتیپ سپاه پاسداران انقلاب اسلامی است، که هم‌اکنون به‌‌عنوان مدیرعامل گروه اقتصادی مفید (زیرمجموعه ستاد اجرایی فرمان امام) فعالیت می‌کند. او در فاصله سالهای ۱۳۹۱ تا ۱۳۹۷ فرماندهی قرارگاه سازندگی خاتم‌الانبیاء را برعهده داشت و پس از آن نیز دوره‌ای مشاور فرمانده کل سپاه پاسداران در امور سازندگی بود.
وی در سال ۱۳۵۸ به عضویت سپاه پاسداران انقلاب اسلامی درآمد و در طول جنگ ایران و عراق، از فرماندهان تیپ ۲۱۲ حمزه سیدالشهدا و تیپ ۱۱۰ بروجرد بود. عبداللهی در سال ۱۳۶۷ به ستاد فرماندهی کل قوا منتقل شد و به معاونت بازرسی غرب کشور منصوب گردید. پس از آن به عنوان فرمانده قرارگاه نجف غرب کشور فعالیت می‌کرد و در فاصله سالهای ۱۳۷۴ تا ۱۳۷۸ فرمانده قرارگاه سازندگی غرب بود، از ۱۳۷۸ تا ۱۳۸۱ مدیرعاملی موسسه سازندگی بعثت را برعهده داشت و از ۱۳۸۱ تا ۱۳۸۶ نیز به عنوان مدیرعامل موسسه سازندگی جوادالائمه فعالیت می‌کرد. عبداللهی در سال ۱۳۸۶ به فرماندهی قرارگاه قرب کربلا منصوب شد و تا سال ۱۳۹۱ نیز در این جایگاه فعالیت نمود. وی دانش‌آموخته کارشناسی ارشد مهندسی عمران و دکتری مدیریت صنعتی می‌باشد.